# 왕정 (영화 감독)
왕정(중국어: 王晶, 병음: Wáng Jīng 왕징[*], 본명: 웡얏청(王日祥, Wong Yat Cheong), 1955년 5월 3일 ~ )은 홍콩의 영화 감독, 영화 각본가이다.

## 생애
왕정은 무협 영화 감독으로 활동했던 아버지의 영향을 받았다. 홍콩 중문 대학에서 학사 과정을 졸업했고 홍콩의 텔레비전 방송국 TVB에서 각본가로 활동하기 시작했다. 1978년부터 '귀마왕조'를 시작으로 다양한 작품의 시나리오를 맡았고 1979년에는 영화 '신투묘탐수다다'의 각본을 맡으면서 영화 감독으로 데뷔했다.

## 작품
왕정은 '풍운천지', '설산비호', '정대쌍교 2005', '신초류향' 총 4개의 방송 작품과 '항마전: 황금룡의 부활', '추룡', '걸 오브 더 빅 하우스' 등 총 205건의 영화 작품을 각본, 감독, 제작하였다. 그리고 몇 건의 작품에서는 주연, 조연, 단역으로 출연하여 연기자로서의 모습도 보여주었다. 1998년에는 제9회 유바리 국제 판타스틱 영화제에서 판타스틱 비디오 페스티벌 부문을 수상했다. 

## 출연
2023년 아침마당	출연	9312회 [월오토크쇼 명불허전] 전설의 액션 스타 견자단 (통역 김남희 )